# Маріїнська жіноча гімназія (Кременчук)
Кременчуцька жіноча гімназія — жіноча гімназія у Кременчуці. Розташовувалась на розі вулиць Кагамлицької (зараз Гоголя) та Київської (зараз Перемоги). Відкрита була 1 березня 1866. Будівля гімназії входить до переліку пам'яток культурної спадщини, що не підлягають приватизації.

## Історія закладу
Історія Кременчуцької Маріїнської гімназії розпочинається у 1866 р., коли було відкрите жіноче училище 2-го розряду в складі підготовчого і першого класу. В 1872 р. училище було перетворене на прогімназію з чотирирічним терміном навчання. У 1876 р. на її основі відкривається повна восьмирічна жіноча гімназія з підготовчим класом. Знаходилася гімназія в найманому будинку, пристосованому під навчальний заклад, на розі Київської (зараз Перемоги) та Кагамлицької (зараз Гоголя) вулиць. Дату зведення будівлі «прив’язують» до відкриття гімназії.
С початку, під гімназію міська дума купила двоповерховий прибутковий житловий будинок, переобладнавши його під навчальні класи.
1901 року на честь 25-річчя гімназії було відкрито новий будинок, що прибудували до кутового. Газета «Неделя строителя» з приводу відкриття жіночої гімназії писала:
У кінці XIX століття у восьми класах гімназії навчалось близько 350 учениць. Навчання було платним. У молодших класах — 50 рублів на рік, у старших — 70 рублів. Вносилася плата за півріччя вперед. Враховуючи, що зарплата кваліфікованого робітника не перевищувала 12 рублів на місяць, за навчання однієї дівчинки необхідно було платити більше половини річної зарплати робітника. Плата за навчання становила майже 60% бюджету гімназії, решта додавала міська дума та благодійні внески. Незаможних учениць підтримувало благодійне товариство допомоги нужденним ученицям Кременчуцької жіночої гімназії, очолюване директором Олександрівського реального училища.
Найкращі учениці отримували іменні стипендії на честь засновників гімназії А. Геріке, П. Стронина, О. Гогель. Величезну допомогу і підтримку надавала жіночої гімназії опікунська рада, головою якої довгі роки був лікар Овксентій Богаєвський.

## Історія будівлі

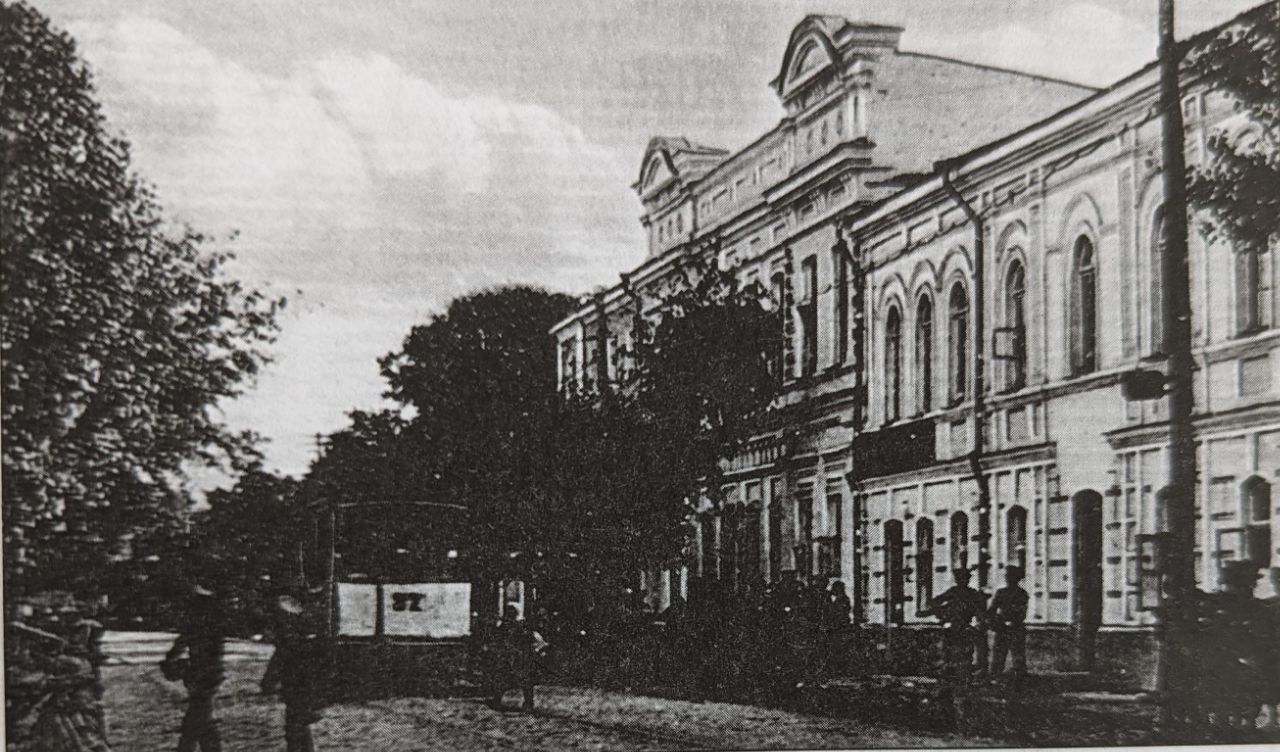
Будівля гімназії з поштівки початку ХХст.

Після революції в старій будівлі гімназії розмістився педагогічний технікум, в якому готували вихователів дошкільних установ, вчителів молодших класів і піонервожатих на відділенні КДД (комуністичний дитячий рух). В технікумі розпочався збір експонатів, які потім лягли в основу колекції міського краєзнавчого музею. На базі технікуму виникло Кременчуцьке краєзнавче товариство, вивчало природу та історію краю.  
1901 року на честь 25-річчя гімназії було відкрито новий будинок, що прибудували до кутового. Газета «Неделя строителя» з приводу відкриття жіночої гімназії писала:
|  | Будівля з усіма технічними удосконаленнями. Опалення центральне, парове, низького тиску, освітлення електричне. Всі класні кімнати високі, просторі, з великою кількістю повітря і прекрасною вентиляцією. Влаштований великий рекреаційний зал. |

Приблизно у 1913 р. було добудоване ще одне приміщення  - уже вздовж вул. Кагамлицької (нині Гоголя), яке існує і зараз.
Після жовтневої революції 1917 р. у новій будівлі гімназії (тій, що була по вул.. Перемоги)  перебувала середня школа № 9. Там в 1931-1941 рр. навчався майбутній Герой Радянського Союзу Микола Молочников. 
Під час Другої світової війни будівля школи № 9 вигоріла майже дощенту, і відбудовувати її не стали.  
Після революції в найстарішій будівлі гімназії,  розмістився педагогічний технікум (Кременчуцьке педагогічне училище, Кременчуцька педагогічна школа) 
Під час нацистської окупації й особливо при відступі німців у 1943 р. будівлі дуже постраждали. Обгорілі коробки в 1952 р. передаються для відбудови військовій частині № 19085 (Кременчуцька військова авіаційна школа початкового навчання льотчиків № 10) 
У 1952–53 рр. за проектом Київвійськпроект найстаріший будинок  колишньої гімназії відбудовується під житло викладачів школи, а згодом використовується як відомчий готель. 
У 1961–65 рр. поряд зі старим будинком відбудовується «наймолодший» будинок жіночої гімназії  як один з навчальних корпусів льотного училища. 
У другій половині 1960-х років будинки були з’єднані між собою і передані під штаб Кременчуцького льотного училища цивільної авіації. 
У 1995 р. на старій будівлі гімназії була встановлена меморіальна Герою Радянського Союзу Молочникову М.М. 
У 2010 р. з нагоди 50-річчя Кременчуцького льотного коледжу на фасаді штабу  було встановлено меморіальну дошку Леонову Олексію Архиповичу, льотчику космонавту СРСР, двічі Герою Радянського Союзу, Почесному громадянину міста Кременчука. 
У 2011 р. на будинку штабу льотного училища була встановлена меморіальна дошка  Чернову Миколі Васильовичу -  засновнику та першому  керівнику Кременчуцького ордена Дружби народів льотного училища цивільної авіації(педагог-новатор, методист-практик світового рівня Заслужений пілот СРСР») 

Згідно з рішенням № 273 виконавчого комітету Кременчуцької міської ради народних депутатів від 07.04.1988 р. будинок  є пам’яткою історії та архітектури місцевого значення. 

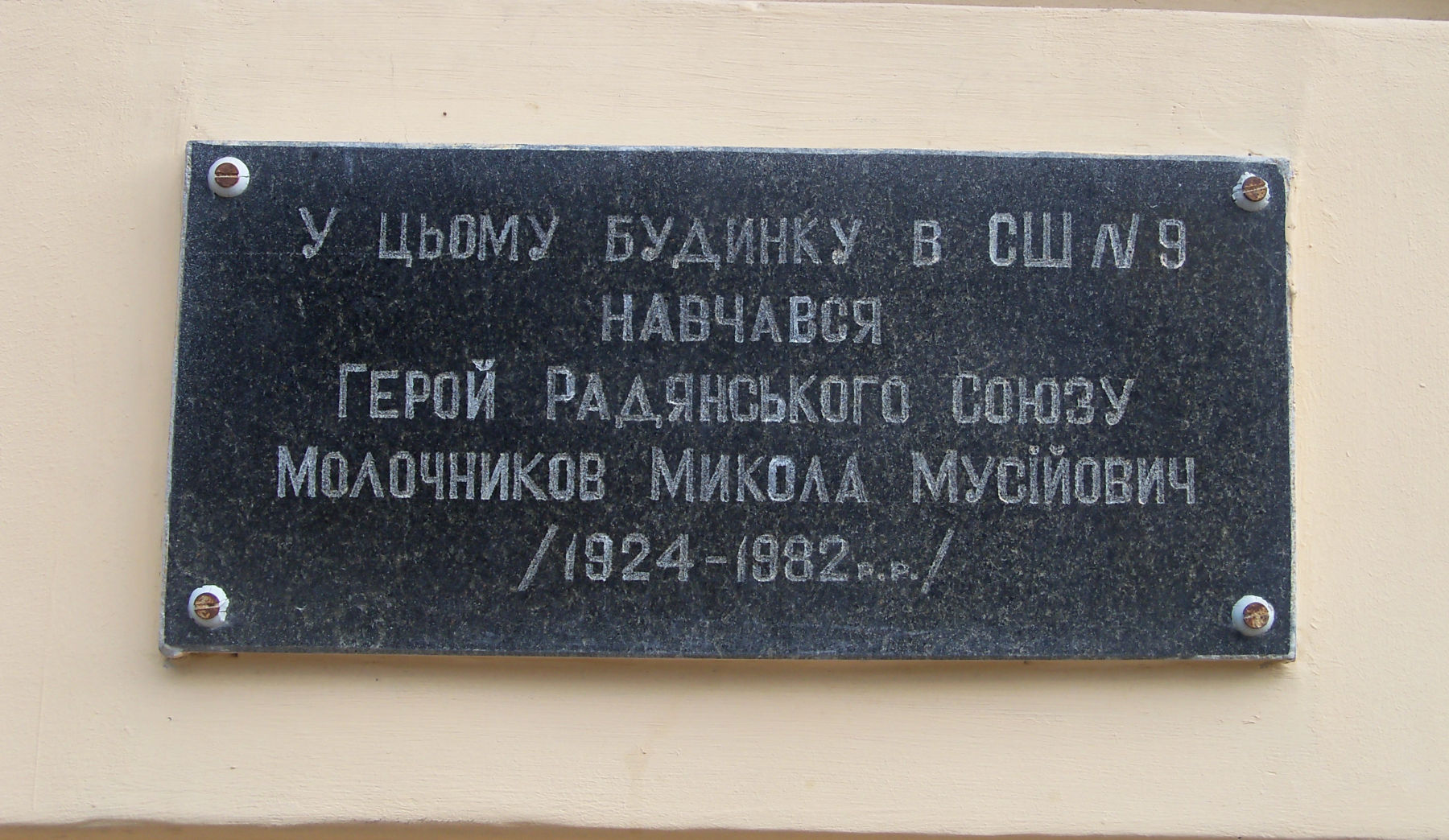
Меморіальна дошка М. М. Молочникову

Сьогодні у колишніх будівлях гімназії розміщується штаб Кременчуцького льотного коледжу

## Видатні випускники
- Леонора Блох – відомий скульптор,
- Катерина Абрамівна Флейшиць – перша жінка-юрист у царській Росії, закінчила гімназію із золотою медаллю;
- Варвара Чеховська – російська письменниця, публікувалася під псевдонімом О. Ольнем;

Єлизавета Зонова, відома як ігуменя Феофанія – настоятелька Козельщинського Різдва Богородиці жіночого монастиря Полтавської єпархії. Після закінчення гімназії Єлизавета Василівна працювала тут вчителькою математики.
Кременчуцький педагогічний технікум закінчили: 
- С. Ф. Найда - генерал-майор, доктор історичних наук, професор Московського державного університету імені М. В. Ломоносова ;
- І. Овсієнко доцент Московського нафтового інституту ім. І. М. Губкіна;
- С. Т. Коротич почесний громадянин міста Кременчука, заслужений учитель школи Української РСР, «Отличник просвещения СССР»

В 1953–55 рр. у 10-й ВАШПНЛ у Кременчуці навчався майбутній льотчик-космонавт СРСР, двічі Герой Радянського Союзу Олексій Архипович Леонов. 